# Породичне везе
Породичне везе (тур. Farkli Desenler) турска је телевизијска серија, снимана од 2010. до 2013.
У Србији се 2015. приказивала на телевизији Пинк.